# Deserto di Rangipo
Il deserto di Rangipo è un ambiente sterile e desertico nella Nuova Zelanda, situato nel distretto del Ruapehu nell'altopiano della North Island Volcanic Plateau; a est dei tre vulcani attivi del Tongariro, di Ngauruhoe e Ruapehu, e a ovest della catena montuosa del Kaimanawa Range.

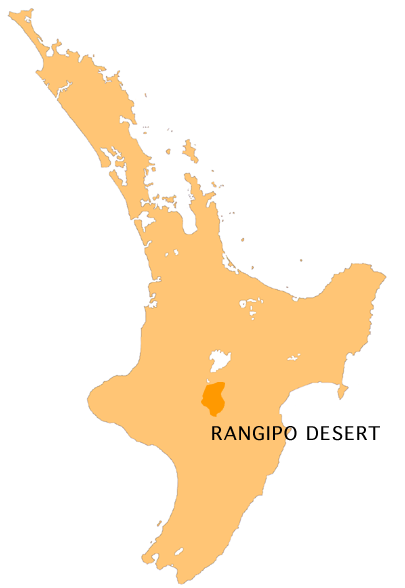
Posizione del deserto di Rangipo

Il deserto di Rangipo riceve annualmente circa 1500 - 2500 mm di pioggia, ciò nonostante ha un aspetto desertico per via della scarsa qualità del suolo e per i venti aridi e secchi che lo spazzano. La vegetazione è scarsa e i suoi torrenti si uniscono per formare grandi fiumi che scavano valli tortuose nell'ambiente desertico. Il clima qui è rigido e alpino con 270 gelate all'anno in paragone con le sole 30 della regione della costa della Baia di Hawke che dista 80 chilometri in direzione est. Nella regione ci sono pesanti nevicate al contrario del resto dell'isola.
Gran parte del deserto si trova a 600 metri di altezza e una considerabile porzione di esso si trova, invece, a 1000 metri sul livello del mare.

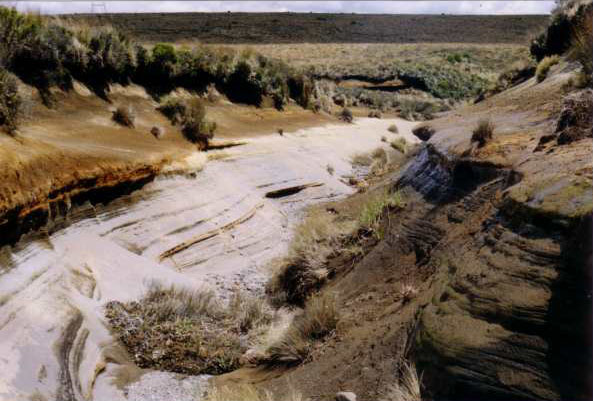
Il tipico paesaggio del Deserto di Rangipo, guardando verso ovest della Desert Road

Per via della improduttività del terreno, la zona non è abitata. La città di Waiouru con il suo campo militare (Waiouru Army Camp) si trova a sud, e gran parte della parte meridionale del deserto è usata per l'addestramento militare. A nord si trova la prigione di Rangipo.
Molti dei più grandi fiumi dell'Isola del Nord hanno le loro sorgenti nella zona, in particolare alle pendici del Ruapehu, la più alta vetta dell'Isola del Nord. I fiumi che hanno le proprie sorgenti nella zona sono: il Waikato e il Whangaehu così come i maggiori tributari dei fiumi Rangitikei e Whanganui.
Il deserto è attraversato da una strada, una sezione della State Highway 1 conosciuta anche con il nome di Desert Road.
Il film Il Signore degli Anelli fu girato nella Nuova Zelanda e la sequenza "Il cancello nero di Moria" fu proprio girata nel deserto di Rangipo nel 2000.